# Distretto di Farza
Il distretto di Farza è un distretto dell'Afghanistan appartenente alla provincia di Kabul. Viene stimata una popolazione di 20.900 abitanti (dato 2012-13).